# محمد حافظ إسماعيل
فريق / محمد حافظ إسماعيل (28 أكتوبر 1919 - 1 يناير 1997) رجل دولة مصري، تقلد مناصب عسكرية ودبلوماسية واستخباراتية خلال أربعة عقود جعلته شاهد على تاريخ مصر المعاصر.

## التأهيل العسكري[1]
تخرج من:
- المدرسة الحربية عام 1937
- الأكاديمية العسكرية الملكية بوولتش عام 1939
- كلية أركان الحرب عام 1944
- كلية أركان الحرب بكامبرلي  [لغات أخرى]‏ عام 1944

## حياته العسكرية
فور تخرجه من كليات عسكرية بمصر والمملكة المتحدة سنة 1939، قاد إسماعيل وحدة مدفعية بمرسى مطروح على الحدود المصرية الليبية في الحرب العالمية الثانية قبل أن ينسحب الجيش المصري من الحرب في أغسطس 1940،ص21و23 كما إشترك في الدفاع عن العريش ورفح في حرب 1948.ص30-32
تم تعيين حافظ إسماعيل ملحق عسكري مساعد بسفارة مصر لدي الولايات المتحدة بين سبتمبر 1951 ومارس 1953.ص37-39 ولكن بعد ثورة 23 يوليو أراد أن يساهم في إعادة ترتيب الجيش المصري، وتم تعيينه مديرًا لمكتب محمد نجيب أولًا، ثم لمكتب القائد العام للقوات المسلحة المشير عبد الحكيم عامر ما بين سنة 1953 و1960.ص39 عمل إسماعيل خلال هذه الفترة على إعادة بناء جيش ما بعد الإستعمار، وتم تكليفه سنة 1955 بترأس وفد سري للتفاوض مع الاتحاد السوفيتي على شراء الأسلحة،ص45-46 والتي عرفت فيما بعد بـصفقة الأسلحة التشيكية المصرية.
كما قام بمقابلة سرية مع رئيس الاستخبارات الحربية السورية عبد الحميد السراج أثناء العدوان الثلاثي لمباحثة دعم سوريا لمصر عن طريق تخريب منشآت غربية على أراضيها،ص64 وكان له دور في تنسيق الجيشين استعدادًا لإقامة الجمهورية العربية المتحدة سنة 1958 بين البلدين.ص73

## حياته المهنية
- وكيل وزارة الخارجية (1960 - 1964).[2]
- سفير مصر لدى بريطانيا (1964 - 1965).[2]
- سفير مصر لدى إيطاليا ومالطا (1967 - 1968).[2]
- سفير مصر لدى فرنسا وأيرلندا (1968 - 1970).[2]
- رئيس جهاز المخابرات العامة (مايو 1970 - نوفمبر 1970).[2][1]:149[3]:36:37
- وزير دولة (18 نوفمبر 1970 - 18 مارس 1971).
- وزير دولة للشئون الخارجية (18 مارس 1971 - 12 سبتمبر 1971).
- مستشار رئيس الجمهورية لشئون الأمن القومي (19 سبتمبر 1971 - ).[4][2]
- رئيس ديوان رئيس الجمهورية بجانب عمله كمستشار لرئيس الجمهورية لشئون الأمن القومي (5 أبريل 1973 - ).[5]
- سفير مصر لدى الاتحاد السوفيتي (1974 - 1976).[2]
- سفير مصر لدى فرنسا (1977 - 1979).[2]

## مؤلفاته
- "أمن مصر القومي في عصر التحديات"، طبعة 1987، 471 صفحة، مركز الأهرام للترجمة والنشر.
- "عن الدبلوماسية والحرب"، الأهالي، 16 فبراير، 1994.
- "سياسه مصر الخارجيه في عقد الثمانينات"، الأهرام، 21 أكتوبر، 1991.
- "دراسه جديده: ماذا يجرى في الاتحاد السوفييتى؟!"، الجمهورية، 14 أغسطس، 1988.